# Medoprodukt
Medoprodukt je poljodjelsko poduzeće iz Donjeg Tavankuta. Bavi se preradom i konzerviranjem voća, povrća i meda.
Najveći je i najvažniji gospodarski subjekt u Tavankutu. Većina mještana je zaposlena u njemu, tako da je to cijelo naselje gospodarski dosta vezano uz ovo poduzeće.
Svibnja 2007. je postigao vrijedni gospodarski uspjeh. Njegov kesten-pire je odlukom Pokrajinskog Izvršnog vijeća stekao pravo koristiti znak Najbolje iz Vojvodine.
Medoprodukt je jedno od poduzeća kojem je privatizacija pogodila rentabilnost i poslovanje. Tvrtka danas zapošljava dvjesta radnika.